# لیدو دی دانته

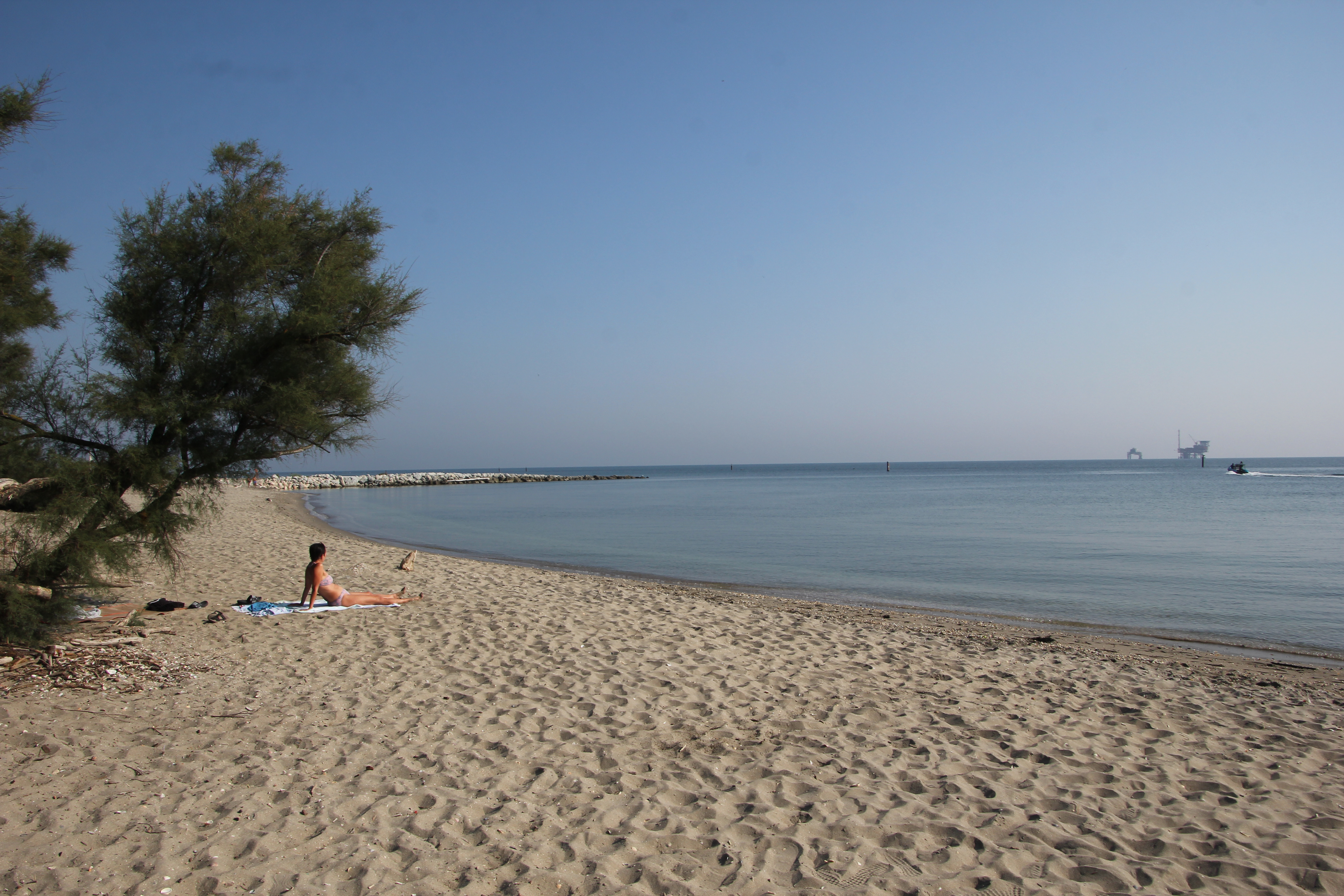
برهنه‌ای در ساحل لیدو دی دانته

لیدو دی دانته (به ایتالیایی: Lido di Dante) شهرک گردشگری در جنوب شرقی شهر راونا ایتالیا و میان دو رودخانه اونیتی و تورنته بوانو قرار دارد  .  پلاژ برهنگی که در جنوب شهرک لیدو دی دانته  سبب رونق گردشگری در این شهرک شده است .